# Свети Георги (Мала речица)
Вижте пояснителната страница за други значения на Свети Георги.
„Свети Георги“ (на македонска литературна норма: „Свети Ѓорѓи“) е възрожденски манастирски комплекс в тетовското село Мала речица, Република Македония. Част е от Трета тетовска парохия, Тетовското архиерейско наместничество на Тетовско-Гостиварската епархия на Македонската православна църква – Охридска архиепископия.
Църквата представлява паметник на културата от XIII век, но е изписана в XIV век. Разрушавана е два пъти и веднъж е запалена. Последен път е запалена в 2001 година, на патронния празник Свети Георги.

## История
Мястото, на което се намира манастирът е равнинна, на надморска височина от 490 метра. На мястото, на което се намира манастирът е имало население имало още от XI век, а се споменава, че са съществували 16 църкви и манастири. За голяма част от тях няма материални следи на място, защото са разрушени с появата на албанците от планинските части на Албания. Има останки от църквите „Света Неделя“, „Света Богородица“, „Свети Атанасий“, както и на самия манастир.
Католиконът „Свети Георги“ като православно светилище, според църковните книги се споменава още в XIII век, докато фреските датират от XIV век. По време на турското владичество, църквата е разрушавана два пъти. По време на извършени са разкопки в 1920 година са открити основите на старата църква. В 1936 г. върху основите на старата църква се възстановява съвременната църква, от ктитор Гоце Митрушевски от Тетово.